# Multiprocesamiento
Multiprocesamiento o multiproceso es  el uso de dos o más procesadores (CPU) en una computadora para la ejecución de uno o varios procesos (programas corriendo). Algunas personas, en el idioma español hacen sinónimo este término con el de multitareas (del inglés multitasking) el cual consiste en la ejecución de uno o más procesos concurrentes en un sistema. Así como la multitarea permite a múltiples procesos compartir una única CPU, múltiples CPU pueden ser utilizados para ejecutar múltiples procesos o múltiples hilos (threads) dentro de un único proceso.
Los algoritmos que utilizan los sistemas operativos para aprovechar los procesadores han sido ampliamente estudiados en libros clásicos como el de Madnick y Donovan, el de Andrew S. Tanenbaum y el de Abraham Silberschatz, entre otros.
El multiprocesamiento se ha empleado desde los años 60 en los entornos de cómputo de alto rendimiento; a pesar de esto, durante muchos años no muchos tomaban esta área de especialización, una computadora que contara con más de un procesador era cara y debido a esto muchos decidían no hacer uso de más de un procesador. Hasta que en 2005 y después de cumplirse 40 años del modelo conocido como Ley de Moore, se empezaron a exceder los 3 GHz de velocidad de esta manera creando problemas de calentamiento motivando el uso de múltiples procesadores.